# Торкаман (дегестан)
Торкаман (перс. دهستان ترکمان) — дегестан в Ірані, у Центральному бахші шахрестану Урмія провінції Західний Азербайджан. До складу дехестану входить 41 село.

## Села
Алкіян, Араблу, Бабаруд, Ґаріб-Канді, Дакал-Седусіма, Дарбаруд, Хасанабад, Хесар-е-Ґапучі, Хесар-е-Торкаман, Чуб-Тараш, ...